# Vilhelm Lilljeborg
Vilhelm Lilljeborg (ur. 6 października 1816 w Helsingborgu, zm. 24 lipca 1908 w Uppsali) – szwedzki zoolog. Prowadził badania fauny w Szwecji, specjalizował się w skorupiakach i ssakach morskich.
W 1834 rozpoczął studia na Uniwersytecie w Lund, sześć lat później uzyskał tytuł bachelor’s degree. Zgodnie z rodzinną tradycją od 1840 studiował na Wydziale Teoretyczno-Teologicznym i podobnie jak jego ojciec został w 1843 pastorem. W 1841 otrzymał tytuł doktora nauk przyrodniczych, w 1844 został profesorem zoologii, a rok później uzyskał tytuł profesora nadzwyczajnego. Od 1853 przez rok będąc zastępcą profesora wykładał na Uniwersytecie w Lund, a po roku przeniósł się do Uppsali, gdzie objął na tamtejszym uniwersytecie etat profesora i zajmował go do przejścia na emeryturę w 1882. W 1877 został uhonorowany tytułem doctor honoris causa. Pracując w Uppsali podróżował po Europie, do najważniejszych wyjazdów naukowych należy zaliczyć pobyt w 1848 w Rosji oraz w 1865 w Londynie i Paryżu.
Wzorem naukowca dla Vilhelma Lilljeborga był Sven Nilsson, który również prowadził badania nad szwedzką fauną wodną. Lilljeborg był członkiem Królewskiej Szwedzkiej Akademii Nauk, Królewskiego Towarzystwa Fizjograficznego w Lund, Królewskiego Towarzystwa Nauki w Uppsali, Królewskiego Towarzystwa Nauki i Literatury w Göteborgu. Należał również do Towarzystwa Zoologicznego w Londynie, Towarzystwa Zoologicznego w Wiedniu, Société des Sciences naturelles de Cherbourg oraz Towarzystwa Linneuszowskiego w Londynie.

## Publikacje
- Beskrifning af tvenne för Skandinaviens fauna nya däggdjur (1842);
- Bidrag till norra Rysslands och Norges fauna, samlade under en vetenskaplig resa i dessa länder (1848 i 1850);
- Zoologisk resa i norra Ryssland och Finnmarken (1849);
- Bidrag till den högnordiska hafsfaunan (1850);
- Hafs-crustaceer vid Kullaberg i Skåne (1852);
- Öfversigt af de inom Skandinavien hittills funna arterna af slägtet Gammarus (1853);
- Kullens hafs-mollusker (1851 i 1854);
- Beskrifning öfver tvenne märkliga Crustaceer af ordningen Cladocera (1860);
- En för Sveriges fauna ny fisk Leucaspius delineatus (współautor Édouard Marie Heckel) (1871);
- Sveriges och Norges ryggradsdjur (1872–91);
- Supplément au mémoire sur les genres Liriope et Peltogaster;
- On the crustacea of the suborder Amphipoda and subfamily Lysianassina, found on the coast af Sweden and Norway;
- On two subfossil whales discovered in Sweden;
- Bidrag till kännedomen om tandömsningen hos Otaria och Halichærus;
- Öfversigt af de inom Skandinavien anträffade hvalartade däggdjur (Cetacea);
- Description of Halcrosia Afzelii, a new Crocodile from Sierra Leona, West-Africa (1867).